# San Manuel, Pangasinan
San Manuel là đô thị ở phía đông tỉnh Pangasinan, Philippines. Theo điều tra dân số năm 2007, đô thị này có dân số 46.769 người trong 8.644 hộ.

## Barangay
San Manuel được chia thành 14 barangay.
- San Antonio-Arzadon
- Cabacaraan
- Cabaritan
- Flores
- Guiset Norte (Pob.)
- Guiset Sur (Pob.)
- Lapalo
- Nagsaag
- Narra
- San Bonifacio
- San Juan
- San Roque
- San Vicente
- Santo Domingo